# Raynaud de La Porte
Raynaud de La Porte (Allassac, 1260/1265 – Avignone, agosto 1325) è stato un cardinale e arcivescovo francese.

## Biografia
Proveniente da famiglia di piccola nobiltà, nacque nel Limosino, ad Allassac, diocesi di Tulle, tra il 1260 e il 1265.

### Carriera ecclesiastica
Divenne presto arcidiacono di Combrailles, poi di Limoges e canonico del capitolo della Cattedrale di Le Puy. Quando il suo collega canonico di Limoges Guy de Neufville divenne vescovo della diocesi di Le Puy-en-Velay nel 1292, lo nominò suo vicario generale.
Fu a sua volta eletto vescovo dal capitolo dei canonici di Limoges il 15 novembre 1294 e la sua elezione fu confermata da papa Celestino III nell'aprile del 1295.
A capo di una grande diocesi, con trecento parrocchie, convocò un primo sinodo diocesano dal 1297 e un secondo nel 1310 e intraprese l'edificazione del coro della sua cattedrale.

### Carriera diplomatica
Giocò un ruolo di conciliatore tra Filippo il Bello e papa Bonifacio VIII al concilio del 1302. Poi papa Clemente V lo nominò tra gli otto vescovi commissari per il processo all'Ordine dei Templari. Egli fu presente alla maggior parte degli interrogatori da novembre 1309 a settembre 1310. Come vescovo di Limoges egli partecipò ancora al Concilio di Vienne nel 1311. Il 31 dicembre 1316 lasciò Limoges per l'arcidiocesi di Bourges da dove, insieme a Jean de Cherchemont, riorganizzò l'Università di Orléans. Papa Giovanni XXII, nel 1317, lo inviò come nunzio nelle Fiandre.

### Cardinale
Papa Giovanni XXII, nel concistoro del 20 dicembre 1320, lo creò cardinale presbitero dei Santi Nereo e Achilleo e risiedette ad Avignone. In seguito, nel marzo 1321, fu nominato cardinale vescovo di Ostia e Velletri e poi, il 1º agosto 1321, in commendam, anche di Santa Prassede.
Morì nell'agosto del 1325 e, su sua precedente richiesta, la sua salma fu inumata nella cattedrale di Limoges ove si trova il suo mausoleo.

## Successione apostolica
La successione apostolica è:
- Vescovo Ildebrandino Conti (1321)
- Arcivescovo Bartolomeo de' Maroni (1321)
- Vescovo Giovanni, O.F.M. (1321)
- Vescovo Bertrand de Cardaillac (1321)
- Vescovo Baronto Ricciardi (1322)
- Vescovo Jean Hind (1322)
- Vescovo Jean Tissandier, O.F.M. (1322)
- Arcivescovo Stephen Seagrave (1323)
- Arcivescovo Etienne de Bourgueil (1323)
- Vescovo Tommaso, O. Cist. (1323)